# To (kana)
と în hiragana sau ト în katakana, (romanizat ca to) este un kana în limba japoneză care reprezintă o moră. Caracterele hiragana și katakana sunt scrise fiecare cu două linii. Kana と și ト reprezintă sunetul pronunție în japoneză [to].
Originea caracterelor と și ト este caracterul kanji 止.

## Variante
Kana と și ト se pot folosi cu semnul diacritic dakuten ca să reprezintă un alt sunet:
- ど sau ド reprezintă sunetul pronunție în japoneză [do] (romanizate ca do)[2]

Caracterele と / ト și ど / ド se pot combina cu caracterele minuscule pentru u (ぅ / ゥ) ca să reprezintă sunete în cuvinte străine care nu există în limba japoneză:
- とぅ sau トゥ reprezintă sunetul pronunție în japoneză [tu] (romanizate ca tu)[2]
- どぅ sau ドゥ reprezintă sunetul pronunție în japoneză [du] (romanizate ca du)

## Folosire în limba ainu
În limba ainu, katakana minuscul ㇳ reprezintă sunetul t final și katakana cu handakuten ト゚ reprezintă sunetul [tu̜]. Pentru acest sunet se folosește de asemenea katakana pentru tsu (ツ) cu handakuten: ツ゚.

## Forme
| Formă                                   | Rōmaji          | Hiragana                     | Katakana                     |
| --------------------------------------- | --------------- | ---------------------------- | ---------------------------- |
| Fără semne diacritice: t- (た行 ta-gyō) | to              | と                           | ト                           |
| Fără semne diacritice: t- (た行 ta-gyō) | tou too tō, toh | とう, (とぅ) とお, とぉ とー | トウ, (トゥ) トオ, トォ トー |
| Cu semnul dakuten: d- (だ行 da-gyō)     | do              | ど                           | ド                           |
| Cu semnul dakuten: d- (だ行 da-gyō)     | dou doo dō, doh | どう, (どぅ) どお, どぉ どー | ドウ, (ドゥ) ドオ, ドォ ドー |

| Romaji  | Hiragana | Katakana |
| ------- | -------- | -------- |
| twa     | とぁ     | トァ     |
| twi     | とぃ     | トィ     |
| tu, twu | とぅ     | トゥ     |
| twe     | とぇ     | トェ     |
| (two)   | (とぉ)   | (トォ)   |

| Romaji  | Hiragana | Katakana |
| ------- | -------- | -------- |
| dwa     | どぁ     | ドァ     |
| dwi     | どぃ     | ドィ     |
| du, dwu | どぅ     | ドゥ     |
| dwe     | どぇ     | ドェ     |
| (dwo)   | (どぉ)   | (ドォ)   |

## Ordinea corectă de scriere
|                                      |
| Ordinea corectă de scriere pentru と |

|                                      |
| Ordinea corectă de scriere pentru ト |

## Alte metode de scriere
- Braille:

| －・ ・・ ・－ |

- Codul Morse: ・・－・・